# Helena Słomka
Helena Słomka, imię zakonne Paulina (ur. 1927, zm. 20 maja 2021 w Warszawie) – polska zakonnica rzymskokatolicka, wieloletnia przełożona generalna Zgromadzeniu Sióstr Matki Bożej Miłosierdzia (1986–1998).

## Życiorys
W latach 1986–1998 była przełożoną generalną Zgromadzeniu Sióstr Matki Bożej Miłosierdzia. W 1987 siostry podjęły posługę w Domu Samotnej Matki w Chyliczkach. W 1988, m. Paulina wysłała siostry do Bostonu w USA. W 1992 założyła dom zgromadzenia w Szydłowicach na Białorusi. W kolejnych latach powstały także rzymskie Centrum Duchowości Miłosierdzia Bożego przy kościele Świętego Ducha, w 1994 czeskie zgromadzenie w Ronove nad Doubravou, w 1996 w Dvůr Králové nad Labem i w 1997 w Pietropawłowsku w Kazachstanie. Na okres pełnienia funkcji przełożonej generalnej przez Helenę Słomkę przepadła również beatyfikacja Faustyny Kowalskiej w 1993 oraz pielgrzymka Jana Pawła II do sanktuarium Bożego Miłosierdzia w Krakowie-Łagiewnikach w 1997. Siostry założyły również   Stowarzyszenie Apostołów Bożego Miłosierdzia „Faustinum”, erygowane w 1996 przez kardynała Franciszka Macharskiego.
Po zakończeniu posługi przełożonej generalnej, Helena Słomka podjęła posługę w przy kościele Świętego Ducha i Centrum Duchowości Miłosierdzia Bożego w Rzymie. Przez 9 lat pełniła również funkcję przełożonej w klasztorze. Od 2014 mieszkała w domu generalnym Zgromadzenia Sióstr Matki Bożej Miłosierdzia, przy ul. Żytniej w Warszawie, gdzie zmarła 20 maja 2021.